# مریم بن شعبان
مریم بن چابانه بازیگر تونسی است. مریم در سال ۲۰۱۲ نقش مهمی در سریال مکتوب قسمت ۳ بازی کرد. در سال ۲۰۱۳ به عنوان بازیگر و مدیر بازیگری در سریال لیام حضور داشت و جایزه بهترین بازیگر زن را دریافت کرد. وی در ماه رمضان ۱۳۹۶ در سریال «فلش بک» به همراه لطفی العبدلی به ایفای نقش پرداخت.
مریم بن شابان در ۳۰ ژوئیه ۱۹۸۳ متولد شد. در سال ۲۰۰۷ از دانشگاه پاریس ۳ - سوربن جدید در رشته هنرهای نمایشی فارغ‌التحصیل شد. این بازیگر همچنین در رقص و آواز آموزش دیده و همچنین کارگاه‌های تئاتر را اداره می‌کند.
او همسر سابق بلال الباجی است.